# Panicum sciurotis
Panicum sciurotis är en gräsart som beskrevs av Carl Bernhard von Trinius. Panicum sciurotis ingår i släktet vipphirser, och familjen gräs. Inga underarter finns listade i Catalogue of Life.